# Panoz Avezzano
La Panoz Avezzano est une voiture de sport américaine à moteur V8, propulsion et moteur avant, fabriquée en Géorgie par Panoz. Destinée à la vente en tant que voiture de route et en tant que véhicule de course homologué, la Avezzano GT4 à configuration course a été inscrite pour la première fois en compétition au Pirelli World Challenge en 2017, tandis que la version routière de la voiture a été proposée à la vente pour la première fois à l'été 2017, à 159 900$.

## Histoire
La Panoz Avezzano doit son nom à la ville d’Avezzano en Italie, qui a été détruite par un tremblement de terre en 1915 et qui a provoqué l’émigration du grand-père de Don Panoz en Amérique. Développée à partir de la précédente Panoz Esperante, l'Avezzano a été dévoilée au Petit Le Mans de 2016 et a été présentée au premier concours d'élégance annuel d’Atlanta. Utilisant principalement une structure en aluminium, l'Avezzano est une propulsion arrière et à moteur avant, avec un moteur V8 de Chevrolet fournissant sa puissance par une transmission manuelle. 
La version de course GT4 de l'Avezzano a été le premier modèle de cette voiture à être présenté. Elle a été utilisée par la Team Panoz Racing dans le Pirelli World Challenge pour la saison de course 2017. Ian James a remporté la première victoire en Avezzano au World Challenge à Road America en juin; James accumula un total de six victoires avec l'Avezzano au cours de la saison et l'équipe passa de la classe GTS à GT4 en 2018 après l'homologation en tant que véhicule de production. 
La version homologuée de l'Avezzano est entrée en production au début de 2017 et les ventes ont commencé à l'été de cette année. 